# Lúcio Aurélio Cota (cônsul em 144 a.C.)
Lúcio Aurélio Cota (em latim: Lucius Aurelius Cotta) foi um político da gente Aurélia da República Romana eleito cônsul em 144 a.C. com Sérvio Sulpício Galba. Lúcio Aurélio Cota, cônsul em 119 a.C., era seu filho. Através de sua filha com Rutília Rufa, Aurélia Cota, Lúcio era bisavô do famoso ditador Júlio César e trisavô do primeiro imperador romano, Augusto.

## Primeiros anos
Cota foi eleito tribuno da plebe em 154 a.C. e, durante seu mandato, recusou-se a pagar suas dívidas, citando a "santidade" da sua posição. Seus colegas declararam que ele não receberia seu apoio a não ser que concordasse entrar num acordo com seus credores. Por volta de 147 a.C., Cota foi eleito pretor.

## Consulado (144 a.C.)
Em 144 a.C., Cota foi eleito cônsul com Sérvio Sulpício Galba e ambos rapidamente entraram em um conflito no Senado Romano sobre quem seria o líder da guerra em andamento contra Viriato na Península Ibérica. Finalmente, Cipião Emiliano propôs um decreto afirmando que nenhum deles deveria liderar a campanha, uma honra que deveria ser entregue a um dos procônsules atuando na região, Quinto Fábio Máximo Emiliano (ele próprio um dos cônsules de 145 a.C.).
Logo depois, Cota foi acusado por Cipião Emiliano de atos de injustiça. Embora pareça que Cota de fato tenha sido culpado, ele foi absolvido de todas as acusações pois os juízes queriam evitar seria o resultado de uma aparente influência de Cipião. Ele foi defendido por Quinto Cecílio Metelo Macedônico, cônsul em 143 a.C..
Cícero afirmou que Cota era considerado um "veterator", afirmando que ele era uma pessoa capaz, tanto nos negócios quanto na vida pessoal.